# Gare de Kanuma
La gare de Kanuma (鹿沼駅, Kanuma-eki) est une gare ferroviaire de la ville de Kanuma, dans la préfecture de Tochigi au Japon. Elle est exploitée par la compagnie JR East.

## Situation ferroviaire
La gare est située au point kilométrique (PK) 14,3 de la ligne Nikkō.

## Historique
La gare est inaugurée le 1er juin 1890.

## Service des voyageurs

### Accueil
La gare dispose d'un bâtiment voyageurs, avec guichets, ouvert tous les jours.

### Dispositions des quais
- Ligne Nikkō :
  - voie 1 : direction Nikkō
  - voie 2 : direction Utsunomiya